# مخاط‌خواران
مخاط‌خواران (نام علمی: Myxophaga) نام یک زیرراسته از راسته قاب‌بالان است.